# 南仇站
南仇站，位于中华人民共和国山东省淄博市临淄区南王镇南仇村，是辛泰铁路上的火车站，建于1974年，由济南铁路局管辖。

## 車站周邊
- 中国信合南王信用社
- 南王镇中心小学
- 南王镇中学
- 中国农业银行淄博石化支行
- 蜂山公园
- 中国建设银行迎春里分理处
- 中国邮政储蓄银行氨厂邮政储蓄所
- 齐鲁石化医院集团蜂山医院

## 业务办理
办理旅客乘降；行李、包裹托运。
货运则办理整车货物发到，危险货物仅办理农药、化肥发到。

## 歷史
- 建于1974年。

## 外部連結
- 中国铁路客户服务中心（页面存档备份，存于）